# Drapelul statului Michigan

Steagul statului Michigan

Steagul statului Michigan prezintă stema statului pe un fond albastru ultra-marin, așa cum este descris în legea statului referitoare la steagul acestuia. Stema statului constă dintr-un câmp de culoare albastru deschis, pe care se găsesc un om pe o peninsulă, la marginea unui lac. Soarele răsare la orizont, luminând totul, iar omul ridică mâna sa dreaptă în timp ce ține în mâna stângă o armă, simbol al abilității sale de a-și apăra drepturile sale constituționale. 